# Mariska Veres
Mariska Veres, pseudonimo di Maria Elizabeth Ender (L'Aia, 1º ottobre 1947 – L'Aia, 2 dicembre 2006), è stata una cantante olandese, conosciuta principalmente come voce del gruppo rock Shocking Blue.
Dotata di un particolare timbro di voce, aveva un look iconico caratterizzato da occhi cerchiati di rimmel scuro, zigomi alti e soprattutto da lunghi capelli nero corvino.

## Biografia
Il padre Lajos Veres era un violinista romaní ungherese, mentre la madre Maria Ender era nata in Germania da genitori francesi. Mariska Veres spesso ha accompagnato il padre al pianoforte insieme al gemello Ilonka, mentre la sorella più giovane, Irene, non ha seguito una carriera nella musica.
Nonostante la sua relazione di lungo termine con il chitarrista André van Geldorp, non si è mai sposata e non aveva figli. È morta di cancro della colecisti all'età di 59 anni.

## Carriera
Veres iniziò la sua carriera come cantante nel 1963 con la band Les Mysteres. Nel 1964 la band registrò un EP che non ebbe successo ma che nel 2010 è stato ripubblicato. Nel 1965 ha cantato con il gruppo Bumble Bees e poi con i Blue Fighters, con i Danny and his Favourites e con i General Four. Più tardi nel 1966 ha cantato con i Motowns con cui ha suonato anche l'organo. Nel 1968 è stata invitata ad unirsi al gruppo Shocking Blue per sostituire il cantante Fred de Wilde che era entrato nell'esercito. Nel 1969 gli Shocking Blue ottennero fama mondiale con il singolo Venus caratterizzato da una musica coinvolgente e dalla particolare voce della Veres.
Dopo aver lasciato gli Shocking Blue, il 1º giugno 1974, Veres ha continuato in una carriera da solista, fino a quando la band si riunì nel 1984.
Mariska Veres entrò nel gruppo jazz The Shocking Jazz Quintet nel 1993 e registrò un album (Shocking You) con brani pop degli anni '60 e '70 in una versione jazz. Dal 1993 al 2006 si è esibita in un'altra versione di Shocking Blue prodotta dall'ex membro Robbie van Leeuwen, ed ha anche registrato un album con Andrei Serban nel 2003, intitolato Gipsy Heart, tornando così alle sue radici romaní. Una versione di Venus uscì postuma nel 2007, pochi mesi dopo la sua morte, registrata con il pianista/compositore Dolf de Vries (nell'album Another Touch). Veres ha quindi registrato Venus quattro volte: con gli Shocking Blue (1969), con i The Shocking Jazz Quintet (1993), con i Formula Diablos (in inglese/spagnolo, 1997) e con Dolf de Vries.